# Bobsleigh nos Jogos Olímpicos de Inverno de 1956
O bobsleigh nos Jogos Olímpicos de Inverno de 1956 consistiu de dois eventos, de duplas e equipes. A competição realizou-se em Cortina d'Ampezzo, na Itália.

## Medalhistas
Masculino
| Evento           | Ouro                                                                     | Prata                                                                           | Bronze                                                                        |
| ---------------- | ------------------------------------------------------------------------ | ------------------------------------------------------------------------------- | ----------------------------------------------------------------------------- |
| Duplas detalhes  | Itália I Lamberto Dalla Costa Giacomo Conti ITA Itália                   | Itália II Eugenio Monti Renzo Alvera ITA Itália                                 | Suíça I Max Angst Harry Warburton SUI Suíça                                   |
| Equipes detalhes | Suíça I Franz Kapus Gottfried Diener Robert Alt Heinrich Angst SUI Suíça | Itália II Eugenio Monti Ulrico Girardi Renzo Alvera Renato Mocellini ITA Itália | EUA I Arthur Tyler William Dodge Charles Butler James Lamy USA Estados Unidos |

## Quadro de medalhas
| Ordem | País               | Medalha de ouro | Medalha de prata | Medalha de bronze |   |
| ----- | ------------------ | --------------- | ---------------- | ----------------- | - |
| 1     | ITA Itália         | 1               | 2                |                   | 3 |
| 2     | SUI Suíça          | 1               |                  | 1                 | 2 |
| 3     | USA Estados Unidos |                 |                  | 1                 | 1 |
| TOTAL | TOTAL              | 2               | 2                | 2                 | 6 |